# Circuito Chef Vergé de Duplas de Tênis
O Circuito Chef Vergé de Duplas de Tênis (CCVD) é um torneio de duplas de tênis realizado em Curitiba e Florianópolis, no Brasil considerado "tradicional". Teve início em 2004 com cinco etapas. Desde sua criação, já foram realizadas 35 etapas em 15 clubes e academias sede, somando mais de 9000 inscritos.
Junto com o Circuito Centauro de Duplas de Tênis, o torneio do Chef Vergé compõe um dos maiores[carece de fontes?][parcial?] circuitos de duplas do Brasil. É disputado em quadra de saibro, em melhor de 3 sets para os homens e mulheres. Os "reis do saibro", como são chamados os campeões de cada classe, ganham direito a disputar no final do ano uma partida desafio contra duplistas de Santa Catarina.

## Etapas e Campeões

### Etapas de 2004
| Etapa | Clube Sede                          | Data                          |
| I     | Academia Barigui Tennis             | 05 a 7 de maio                |
| II    | Academia Prieto Tennis              | 17 a 19 de setembro           |
| III   | Associação Atlética Banco do Brasil | 22 a 24 de outubro            |
| IV    | Três Marias Clube de Campo          | 05 a 07 e 12 e 13 de novembro |
| V     | Marco Silva Academia de Tênisl      | 03 a 5 de dezembro            |

#### Campeões de 2004
Os vencedores foram os que somaram maior número de pontos nas 5 etapas:
- Luciano Rosa (MA)
- Sandy Keller (FA)
- Vanderley Depetriz (MB)
- Bruna Lee e Diana Han (FB)
- Eduardo Fornea (MC)
- Andrea Marcondes (FC)
- Rafael Martins (MD)

### Etapas de 2005
| Etapa | Clube Sede                    | Data                |
| I     | Marco Silva Academia de Tênis | 18 a 20 de março    |
| II    | Clube Duque de Caxias         | 29 a 1 de maio      |
| III   | Academia All Sport            | 3 a 5 de junho      |
| IV    | Academia de Tênis Figueiredo  | 1 a 3 de junho      |
| V     | Academia Barigui Tênis        | 5 a 7 de agosto     |
| VI    | Três Marias Clube de Campo    | 2 a 4 de setembro   |
| VII   | AABB                          | 7 a 9 de outubro    |
| VIII  | Santa Mônica Clube de Campo   | 25 a 27 de novembro |

#### Campeões de 2005
Os vencedores foram os que somaram maior número de pontos nas 8 etapas:
- Kaio Prieto e Rafael Kompatscher (Masculino Open)
- Luciane Gifone (Feminino Open)
- Mayule Ferraza e Fernanda Souza (FB)
- Catarina Sunahara (FC)
- Letícia Thimoteo e Adriana Thimoteo (FD)
- Vanderlei Depetriz e Jean Ferreira (MB)
- Marcelo Machado e Claudio Santana (MC)
- Rafael Martins e Leandro Perez (MD)

### Etapas de 2006
| Etapa | Clube Sede                  | Data                |
| I     | Academia All Sport          | 7 a 9 de abril      |
| II    | Clube Duque de Caxias       | 5 a 7 de maio       |
| III   | Clube Ponta Lagoa           | 9 a 11 de junho     |
| IV    | Academia Prieto Tênis       | 4 a 6 de agosto     |
| V     | Três Marias Clube de Campo  | 1 a 3 de setembro   |
| VI    | Clube Curitibano            | 6 a 8 de outubro    |
| VII   | Clube do Tênis              | 10 a 12 de novembro |
| VIII  | Santa Mônica Clube de Campo | 1 a 3 de dezembro   |

#### Campeões de 2006
Os vencedores foram os que somaram maior número de pontos nas 8 etapas:
- Kaio Prieto e Rafael Kompatscher (Masculino Open)
- Jean Carlo Ferreira e Vanderlei Depetriz (1MD)
- Luis Schott e Carlos Setti (2MD)
- Rafael Martins (3MD)
- Elder Comin (4MD)
- Marcelo Veslasques e Bruno Fonseca (5MD)
- Mário Monteiro (6MD)
- Luciane Gifone e Roberta Storithont (1FD)
- Silvana Wendler e Maria Luiza Castilho (2FD)
- Simone Fiúza e Wilma Tokunaga (3FD)
- Mônica Amaral e Mônica Teixeira (4FD)

### Etapas de 2007
| Etapa  | Clube Sede                         | Data           |
| I      | Clube Curitibano                   | 30 de março    |
| II     | Clube Duque de Caxias              | 25 de maio     |
| III    | Três Marias Clube de Campo         | 22 de junho    |
| IV     | Costão do Santinho (Florianópolis) | 28 de julho    |
| V      | Clube do Tênis                     | 17 de agosto   |
| VI     | Santa Mônica Clube de Campo        | 28 de setembro |
| VII    | Graciosa Country Clube             | 9 de novembro  |
| Master | Costão do Santinho (Florianópolis) | 1º de dezembro |

#### Campeões de 2007
Os vencedores foram os que somaram maior número de pontos nas 8 etapas:
- Rodrigo Pospissil e Rafael Kompatscher (Masculino Open)
- Cleiton Brustolin e Ediclei Brustolin (1MD)
- Alexsandro Lima e Marcelo Machado (2MD)
- Adriano Roth e Paulo Seixas (3MD)
- Cauê Ferreira e Gustavo Cavalcanti (4MD)
- Adriano Huber Jr e Vinicius Brainta (5MD)
- Roberto Torres (6MD)
- Mônica Gulin (2FD)
- Beatriz Souza e Nicoli Hattori (3FD)

### Etapas de 2008
| Etapa  | Clube Sede                         | Data           |
| I      | Santa Mônica Clube de Campo        | 11 de abril    |
| II     | Graciosa Country Club              | 30 de maio     |
| III    | Alphaville Graciosa Clube          | 3 de julho     |
| IV     | Costão do Santinho (Florianópolis) | 2 de agosto    |
| V      | Três Marias Clube de Campo         | 4 de setembro  |
| VI     | Círculo Militar do Paraná          | 3 de outubro   |
| VII    | Clube Curitibano                   | 7 de novembro  |
| Master | Costão do Santinho (Florianópolis) | 12 de dezembro |

#### Campeões de 2008
Os vencedores foram os que somaram maior número de pontos nas 8 etapas:
- Rodrigo Cristo e Kaio Prieto (Especial)
- Marcel Oliveira e Jeferson Serpa (1MD)
- Feltus Santos e Mauricio Virmond (2MD)
- Rodrigo Milani e Sérgio Soares de Oliveira (3MD)
- Guilherme de Freitas e Juliano Zanoni (4MD)
- Renan Freitas e Lucas Pereira (5MD)
- Francisco Summa e Marcelo Kuzma (6MD)
- Mônica Gulin (2FD)
- Simone Hillani e Miriam Luvizotto do Amaral (4FD)
- Sara Torres e Silvia Honda (5FD)

## Maiores Campeões - Reis do Saibro
| Nome               | Títulos |
| ------------------ | ------- |
| Rafael Martins     | 4       |
| Kaio Prieto        | 3       |
| Rafael Kompatscher | 3       |
| Vanderlei Depetriz | 3       |

## Maiores campeãs - rainhas do saibro
| Nome           | Títulos |
| -------------- | ------- |
| Mônica Gulin   | 2       |
| Luciane Gifone | 2       |